# انتخابات الرئاسة المالية 2007
انتخابات الرئاسة المالية 2007 هي الانتخابات الرئاسية التي جرت في 29 أبريل 2007، في مالي، فاز بالانتخابات أمادو توماني توري.